# Page Up en Page Down

Page Up en Page Down (rechts)

Page Up en Page Down zijn toetsen op het toetsenbord van veel computers. Op de toetsen staat soms ook Pg Up en Pg Dn, vooral als er weinig ruimte beschikbaar is. De voornaamste functie ervan is om de invoegpositie in een document te verplaatsen met één pagina of scherm naar boven of beneden, waardoor een ander deel van het document bewerkt kan worden. Wanneer het hele document op het scherm past, doen de toetsen niets.

## Andere functies
In een shell-omgeving op veel Unix-systemen dienen de Page Up en Page Down toetsen om door de lijst met eerder ingevoerde opdrachten te gaan. Door ook de Shift-toets ingedrukt te houden zal de scherm- of vensterinhoud verschuiven zoals bij een document.

## Alternatieven
Apple Macintosh-computers hebben geen Page Up- en Page Down-toetsen. In plaats daarvan zitten er op het toetsenbord toetsen die de schuifbalk van het actieve venster bedienen, op dezelfde manier als wanneer er met de muis in geklikt wordt. Deze toetsen hebben de symbolen ⇞ en ⇟ (verticale pijlen met twee horizontale lijntjes erdoor). Bij documenten die niet bewerkt kunnen worden (zoals webpagina's) heeft het drukken op deze toetsen hetzelfde resultaat als Page Up en Page Down op andere computers, maar bij documenten die wel bewerkt kunnen worden verandert de invoegpositie niet — alleen het deel van het document dat weergegeven wordt op het scherm.

## Toetsenbord
Op een IBM/Windows toetsenbord (QWERTY) is het een van de zes functietoetsen: